# Мажейкяй
Мажейкяй (Можейки; лит. Mažeikiai, жумуд. Mažeikē, пол. Możejki, в 1901 − 1918 роках — Муравйово) — місто в Тельшяйському повіті Литовської Республіки, адміністративний центр Мажейкяйського району.
Знаходиться за 46 км на північ від міста Тельшяй.

## Походження назви
Назва міста, безсумнівно, походить від імені людини. В історії є згадки про людину на прізвище Мажейка.

## Історія

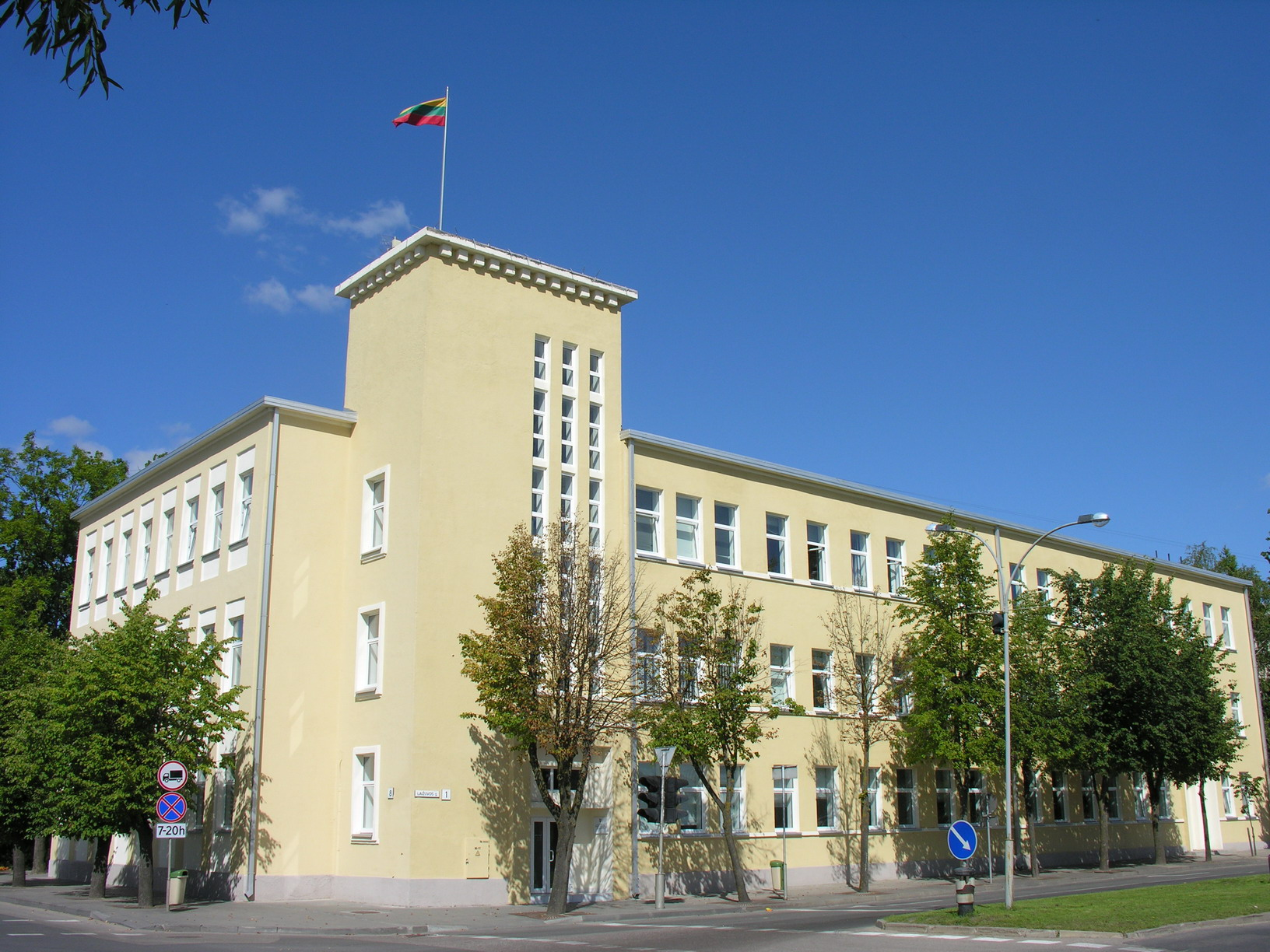
Будівля Мажейкяйського районного муніципалітету

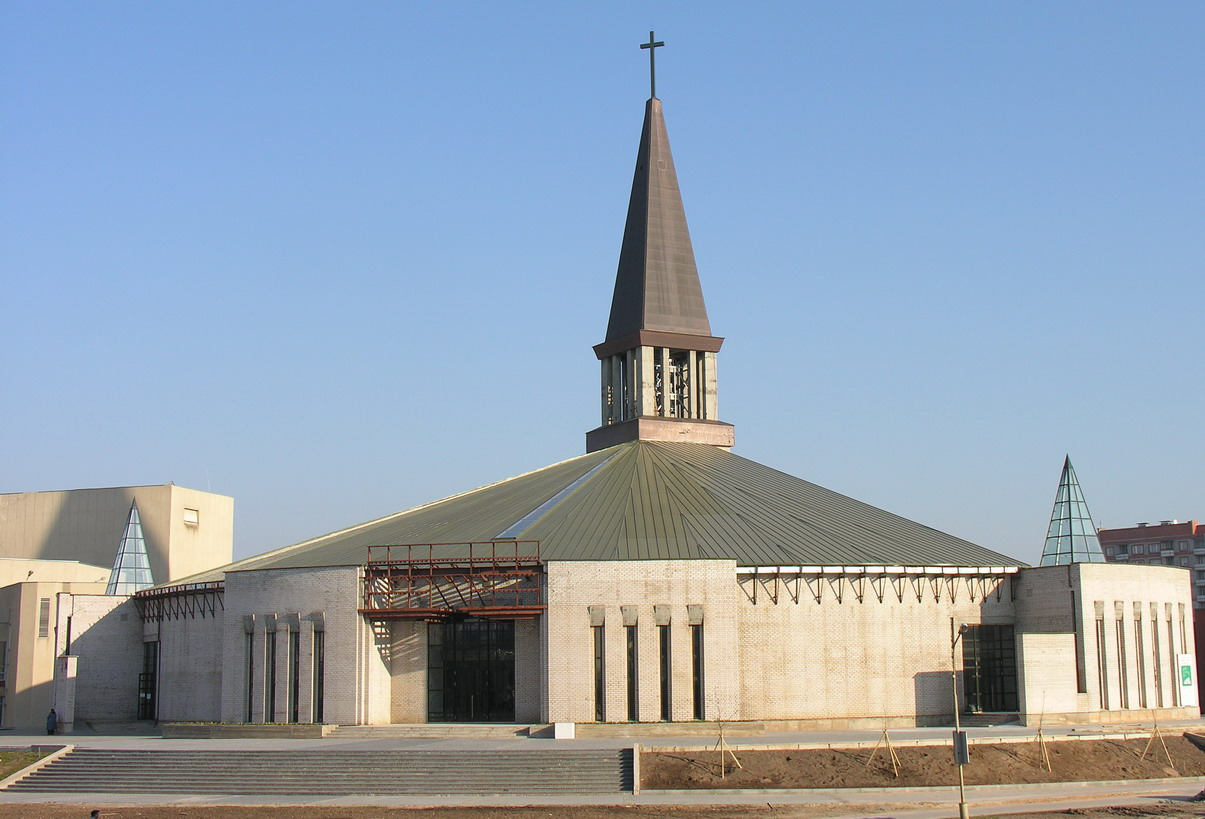
Нова церква святого Франциска Ассізького в Мажейкяї

Вперше Мажейкяй згадується в письмових джерелах у 1335 році. Літописець Лівонського ордену писав про похід ордену, під час якого земля князя Мажейка була спустошена.
З 1795 року — у складі Російської імперії. У XIX столітті — містечко Можейки Шавельського повіту Віленської губернії, з 1842 — Ковенської губернії.
Місто почало швидко розвиватися в 1869, коли була побудована залізниця Лієпая-Ромни, що сполучала Вільнюс і Лієпаю. У 1893 в містечку було 13 крамниць і 5 пивних. У 1894 році була побудована православна церква. У 1902 р. було засновано католицький костел, а в 1906 р. — євангелічно-лютеранський костел. У 1899—1918 рр. місто мало назву Муравйов. В 1914 році Мажейкяй отримав статус міста. У 1918—1940 роках — у складі Литовської Республіки.
У 1919 році Мажейкяй став повітовим центром і отримав права самоврядування. У перші роки незалежності Мажейкяй був предметом територіальної суперечки між Литвою та Латвією через його важливість як залізничного вузла між латвійськими містами Ригою, Єлгавою та Лієпаєю. У 1921 претензії Латвії на місто були відхилені міжнародною комісією.
У 1922 в Мажейкяї було відкрито лікарню та бібліотеку, а в 1928 — музей. У 1939 населення міста становило 5618 осіб. У 1940 в Мажейкяї діяло 26 промислових підприємств, 4 банки та кредитна спілка.
У 1940 Совєцький Союз окупував місто, а 3 серпня 1940 воно було анексоване і приєднане до Совєцького Союзу як частина Литовської РСР. Під час Другої світової війни Мажейкяй перебував під німецькою окупацією з 26 червня 1941 року до 31 жовтня 1944 року. Воно входило до складу  Рейхскомісаріату Остланд.
У 1950 Мажейкяй став районним центром.
В 1980 в місті почав працювати нафтопереробний завод (сучасний «Orlen Lietuva»), був проведений нафтопровід Полоцьк — Мажейкяй.

## Населення
| жителів | 1 979 | 3 869  | 4 650  | 4 831  | 5 268  | 5 618  |
| Рік     | 1959  | 1970   | 1979   | 1989   | 2001   | 2008   |
| жителів | 7 960 | 13 313 | 25 779 | 43 547 | 42 657 | 40 572 |

## Економіка
Найбільше підприємство — нафтопереробний завод Mažeikių nafta, що належить польському PKN Orlen. З 2010 року завод носить назву Orlen Lietuva. Його приватизація американською енергетичною компанією Williams спричинила багато скандалів і серйозні заворушення в уряді Литви. Williams International, яка зіткнулася з фінансовими проблемами, продала Mažeikių Nafta ЮКОС. Після банкрутства ЮКОСа у 2006 уряд Литви та польська компанія PKN Orlen підписали угоду про продаж Mažeikių Nafta. Також Yukos International підписала угоду із PKN Orlen про продаж, продавши акції своєї Mažeikių Nafta  польській компанії. Викуп було завершено 15 грудня 2006 року, PKN Orlen сплатила 1 492 000 000 доларів США Yukos International та 851 828 900,31 доларів США уряду Литви. У 2004 році Mažeikių Nafta профінансувала будівництво Нової церкви Святого Франциска Ассізького, яка коштувала 650 000 LTL.
Також в місті є й інші підприємства: завод «Mažeikių pieninė» (дочірня компанія АТ «Pieno žvaigždės») (виробництво молочних продуктів); завод «Mažeikių mėsinė» (виробництво м'ясних продуктів); фабрика «Ingman ledai» (дочірня компанія Unilever) (виробництво морозива); завод «Rapsoila» (виробництво біопалива); компанія «Jubana» (виробництво стартерів та генераторів); компанія «Rudesta» (виробництво металоконструкцій, будівельні та монтажні роботи); компанія «Marbusta» (виробництво металоконструкцій, монтажні роботи), компанія «Darstamas» (будівельні роботи).

## Культура
У 1928 році вчителем Стасисом Лічкунасом був заснований Мажейкяйський музей. Згідно з офіційним веб-сайтом Мажейкяйського районного муніципалітету, музей зберігає та експонує археологічні, історичні, етнографічні колекції та колекції народного мистецтва регіону Жмудь.
У Мажейкяї розташований один із найбільших культурних центрів Литви. Створений в 1946 як «будинок культури». У 2005 він переїхав у нову будівлю, яка має три зали: великий зал на 750 місць, малий зал на 250 місць, розважальний зал на 500 місць. При центрі працює 20 колективів художньої самодіяльності.
У 1922 в місті була заснована публічна бібліотека. У 1975 вона переїхала в нове триповерхове приміщення. У 1976 вона стала центральною бібліотекою району з 21 сільською та 2 міськими філіями.

## Фотогалерея

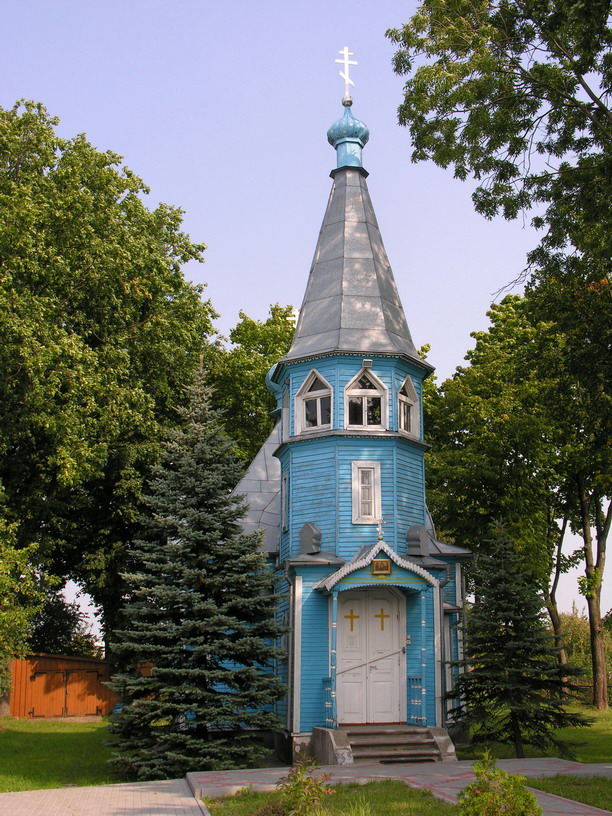
Церква Св. Духа (побудована в 1894)
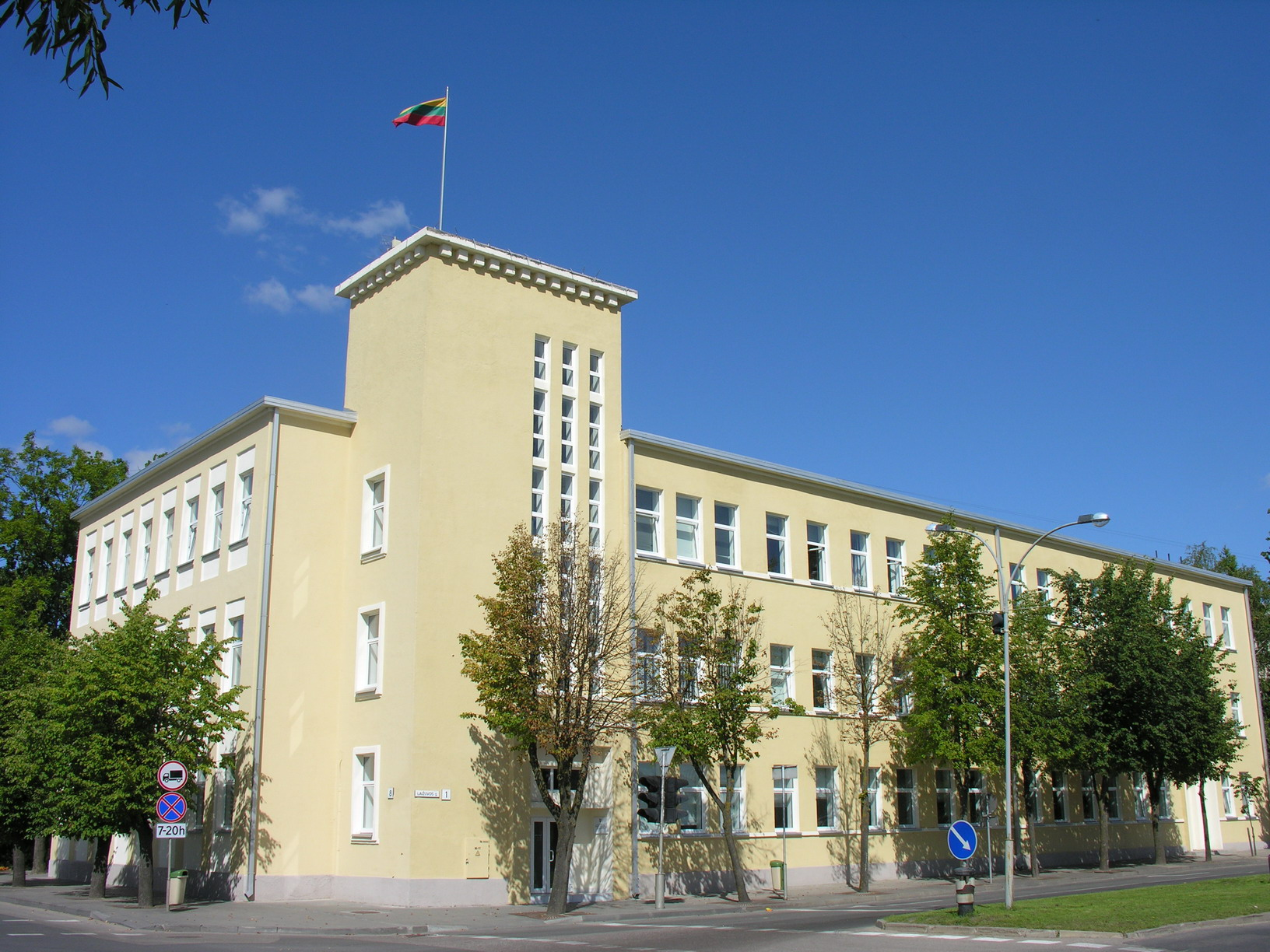
Будівля самоврядування
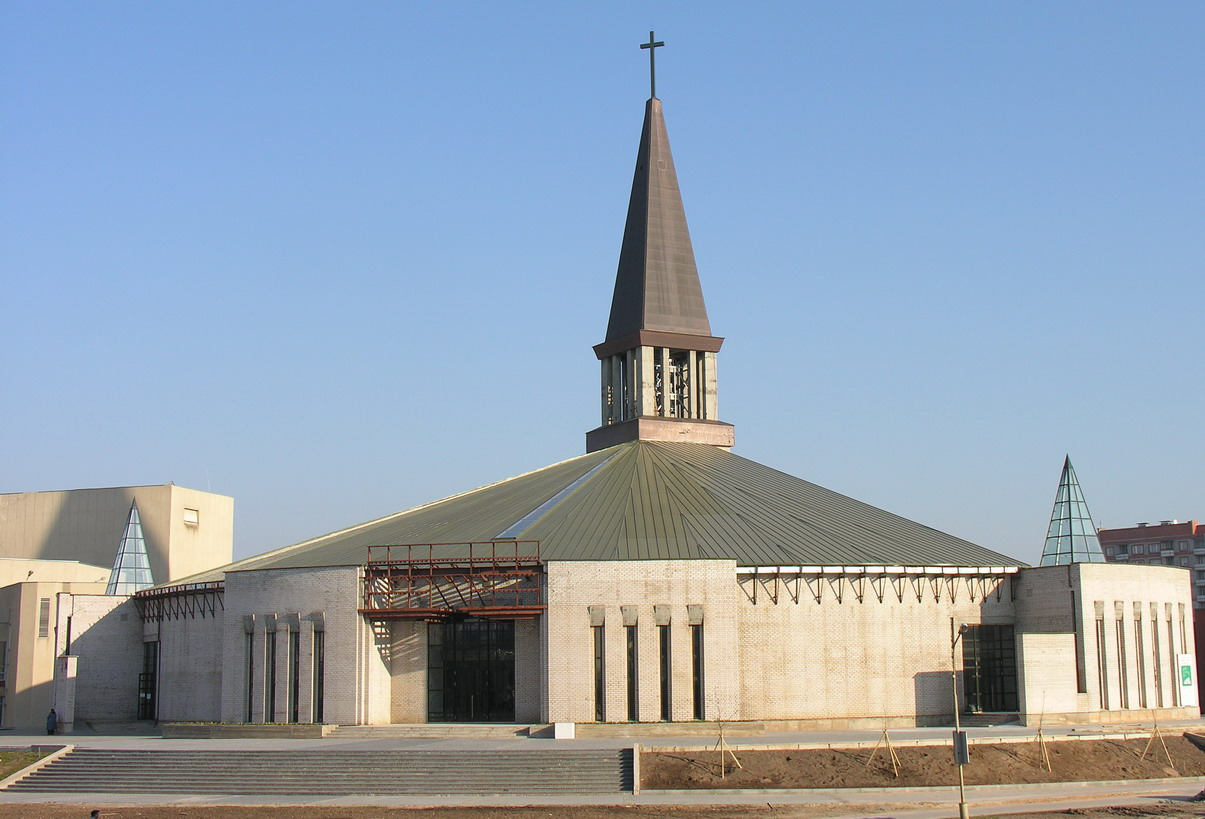
Новий католицький костел (2005 рік)

| Литва | Це незавершена стаття з географії Литви. Ви можете допомогти проєкту, виправивши або дописавши її. |

1. ↑  Чисельність населення міст Литви на початок року — State Data Agency of Lithuania, 2023.
2. ↑  https://finance.smr.gov.ua/posts/novivi/mazheykyay-litovska-respublika
3. ↑  https://finance.smr.gov.ua/70-mista-partneri
4. 1 2 3  http://www.post.lt/lt/index.html?id=222#2
5. ↑  Mažeikių rajono savivaldybė - the city of Mažeikiai. Архів оригіналу за 4 грудня 2014. Процитовано 28 листопада 2014. mazeikiai.lt/
6. ↑  Освобождение городов
7. ↑  lt/en/news_item.php?pid=1&id=99 PKN Orlen придбала Mazeikiu Nafta [Архівовано 2007-09-27 у Wayback Machine.], сайт компанії Mažeikių Nafta (новини, 15 грудня 2006)
8. ↑  ORLEN Lietuva oil refinery plant
9. 1 2 3  Mažeikių rajono savivaldybė - Культура. Архів оригіналу за 4 грудня 2014. Процитовано 28 листопада 2014. mazeikiai .lt.